# Lothar Zotz
Lothar Friedrich Zotz (* 6. Dezember 1899 in Heitersheim; † 12. Februar 1967 in Erlangen) war ein deutscher Prähistoriker.

## Leben und Wirken

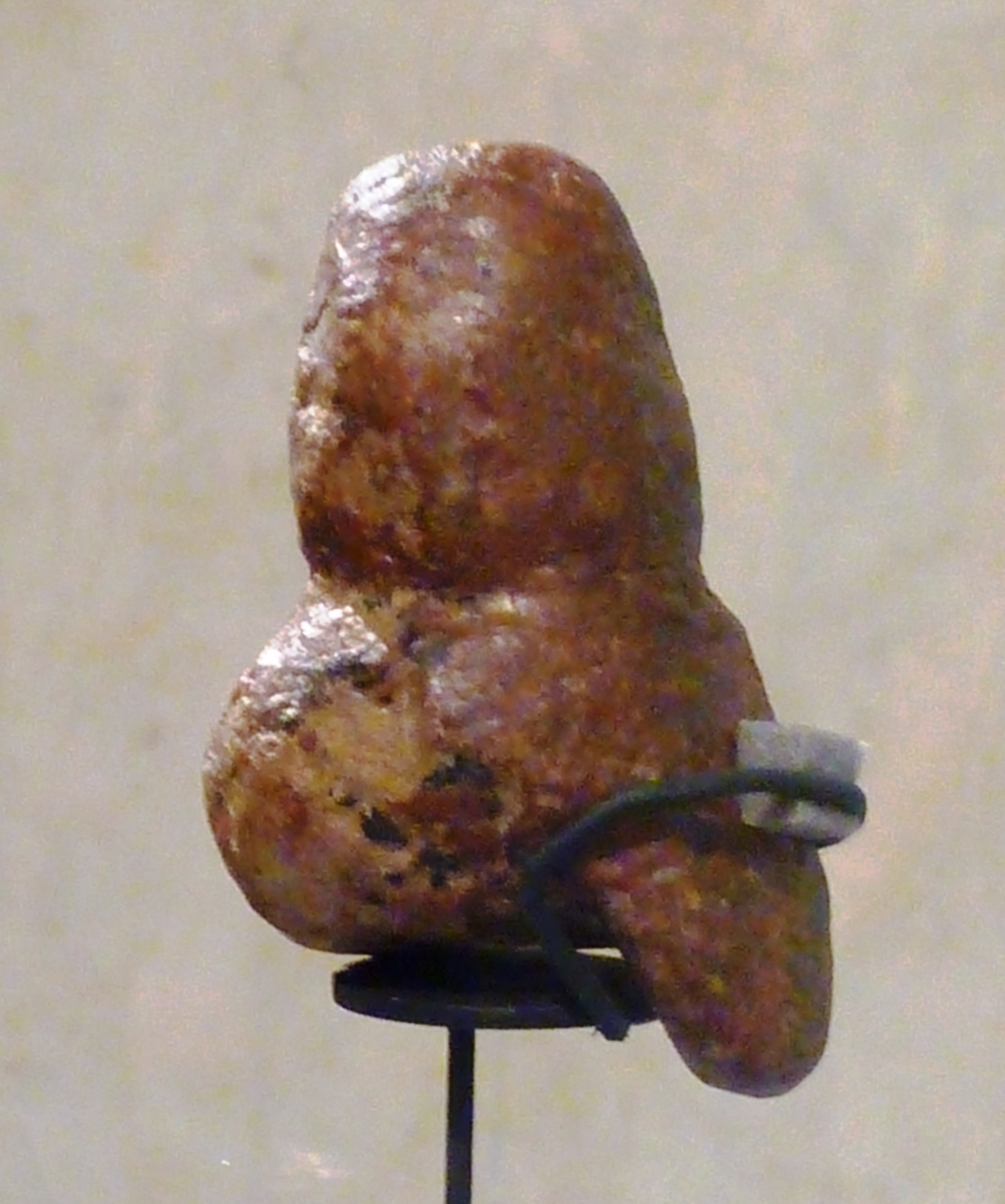
Venus von Mauern, ausgegraben unter der Leitung von Lothar Zotz

Lothar Zotz entstammt der Unternehmer- und Gelehrtenfamilie Zotz. Bis 1918 nahm er am Ersten Weltkrieg teil. Anschließend studierte er an der Universität Freiburg im Breisgau, wo er 1924 promoviert wurde. 1926 wurde er Assistent am Institut für Geologie und Urgeschichte der Freiburger Universität. Er habilitierte sich 1937 an der Universität Breslau, wo er 1930 bis 1937 Kurator am Museum war.
Nach der Zerschlagung der Tschechoslowakei wurde Zotz 1939 als Professor für Urgeschichte an die Deutsche Universität Prag berufen. Er setzte sich während der NS-Zeit für tschechische Wissenschaftler ein, was ihn in Konflikt mit der SS brachte. Wegen Kritik an dessen Mitarbeitern kam er mit dem Amt Rosenberg in Konflikt und wurde schließlich 1943 wegen seines Eintretens für tschechische Wissenschaftler beim Reichssicherheitshauptamt angezeigt.
Lothar Zotz produzierte auch Dokumentarfilme zu prähistorischen und archäologischen Themen. Diese wurden von den NS-Stellen geschnitten und nachbearbeitet, damit sie propagandatauglich wären. Zotz beschwerte sich darüber mehrfach. Im Jahre 1945 übergab Zotz das von ihm geleitete Institut vollständig an die tschechischen Zuständigen.
Ab 1946 leitete Zotz das Institut für Ur- und Frühgeschichte und die zugehörige Sammlung der Universität Erlangen. 1948/49 leitete er Ausgrabungen in den Mauerner Höhlen, bei denen Christoff von Vojkffy die Venus von Mauern fand. 1951 war er maßgeblich an der Gründung der Hugo Obermaier-Gesellschaft für die Erforschung des Eiszeitalters und der Steinzeit beteiligt. 1952 gründete er die Buchreihe Quartär-Bibliothek. Zotz führte ab 1959 Grabungen an verschiedenen paläolithischen Fundstellen des unteren Altmühltals durch: im Abri I von Neuessing, in der Unteren Klause, der Obernederhöhle, dem Abri im Pfaffenholz und ab 1964 in der Sesselfelsgrotte. Die Humanistische Union ernannte ihn zum Mitglied ihres Beirates. Sein Sohn ist der Historiker Thomas Zotz.

## Schriften
Monographien
- Meisterwerke schlesischer Vorzeit. [Breslau] 1938
- Die Altsteinzeit in Niederschlesien. Leipzig 1939
- mit Bolko von Richthofen: Ist Böhmen-Mähren die Urheimat der Tschechen? Barth, Leipzig 1940.
- Altsteinzeitkunde der Südostalpenländer. Weimar 1944
- Vormenschen, Urmenschen, Menschen. Stuttgart 1949
- Altsteinzeitkunde Mitteleuropas. Stuttgart 1951
- Ewiges Europa, Urheimat der Kunst. Bonn 1953
- Das Paläolithikum in den Weinberghöhlen bei Mauern. Bonn 1955
- Kösten, ein Werkplatz des Praesolutréen in Oberfranken. Bonn 1959

Aufsätze
- Die Beziehung zwischen Altsteinzeit, Mittelsteinzeit und Donaukultur. In: Prähistorische Zeitschrift 26, 1941, S. 52–57.
- Die Evolution der altsteinzeitlichen Kulturen in ihrer Beziehung zur Evolution des Menschen. In: Zeitschrift für Rassenkunde 14, 1944, S. 185–190.